# 3-溴甲苯
3-溴甲苯是一种有机化合物，化学式为C7H7Br，是溴甲苯的同分异构体之一。

## 合成
3-溴甲苯可由3-溴苯甲醛在钯碳催化剂存在下被氢气还原得到，或通过3-甲基苯胺的重氮化-溴化反应制得。3-甲基苯肼盐酸盐和三溴化硼在二甲基亚砜中反应，也可以得到3-溴甲苯。

## 反应
3-溴甲苯和苯硼酸可以发生铃木偶联反应（C–C偶联），生成3-甲基联苯：
类似地，在三(二亚苄基丙酮)二钯催化下，它和格氏试剂可以发生熊田偶联反应，如和4-甲氧基苯基溴化镁反应，得到3-甲基-4'-甲氧基联苯。该催化剂也可催化3-溴甲苯与胺的反应，如3-溴甲苯和哌啶在碱的存在下反应，可以得到C–C偶联产物1-(3-甲基苯基)哌啶。
乙酸钯和三苯基膦可以催化其脱溴反应：
它和氯磺酸在三氯甲烷中反应，可以得到4-溴-2-甲苯磺酰氯。它可以被氧气、过氧化叔丁醇等氧化剂催化氧化为3-溴苯甲酸。